# Con te partirò
"Con te partirò" ([kon ˈte ppartiˈrɔ]; tiếng Ý, dịch nghĩa: "Sẽ đi cùng em") là ca khúc pop opera tiếng Ý nổi tiếng do danh ca Andrea Bocelli trình bày lần đầu tiên tại Lễ hội Sanremo năm 1995 và thu âm vào album Bocelli cùng trong năm đó. Ca khúc do Francesco Sartori soạn nhạc và Lucio Quarantotto đặt lời. Ca khúc vươn lên vị trí quán quân ở Pháp, sau đó ở Bỉ, phá vỡ mọi kỷ lục doanh số mọi thời đại.
Phiên bản thứ hai với một phần lời hát bằng tiếng Anh được ra mắt vào năm 1996 dưới nhan đề "Time to Say Goodbye", trong đó Bocelli hát cùng giọng nữ cao Sarah Brightman. Phiên bản này thậm chí còn giành được thành công vang dội hơn và chiếm vị trí dẫn đầu trên các bảng xếp hạng khắp châu Âu. Tại Đức, đĩa đơn này trở thành sản phẩm bán chạy nhất trong lịch sử. Hơn 12 triệu bản đã được tiêu thụ trên toàn thế giới, biến đĩa đơn trở thành một trong những đĩa đơn bán chạy nhất thế giới.
Bocelli cũng thu một bản tiếng Tây Ban Nha với nhan đề "Por ti volaré". Dù với phiên bản nào thì "Con te partirò" cũng được xem là ca khúc gắn liền với tên tuổi của Bocelli.

## Bảng xếp hạng và chứng nhận

### Bảng xếp hạng
"Con te partirò"
| BXH (1996/97)             | Vị trí cao nhất |
| ------------------------- | --------------- |
| Mega Top 100 của Hà Lan   | 18              |
| BXH đĩa đơn Bỉ (Flanders) | 1               |
| BXH đĩa đơn Bỉ (Wallonia) | 1               |
| BXH đĩa đơn Pháp SNEP     | 1               |
| BXH (2007)                | Vị trí cao nhất |
| BXH đĩa đơn Anh           | 69              |

"Time to Say Goodbye"
| BXH (1997)              | Vị trí cao nhất |
| ----------------------- | --------------- |
| BXH đĩa đơn Áo          | 1               |
| Mega Top 100 của Hà Lan | 5               |
| BXH đĩa đơn Pháp SNEP   | 25              |
| BXH đĩa đơn Đức         | 1               |
| BXH đĩa đơn Ireland     | 1               |
| BXH đĩa đơn Thụy Điển   | 31              |
| BXH đĩa đơn Thụy Sĩ     | 1               |
| BXH đĩa đơn Anh         | 2               |

### Chứng nhận
Ở đây hiểu là chứng nhận dành cho bản tiếng Anh do Sarah Brightman và Andrea Bocelli trình bày, trừ khi có ghi chú khác.
| Quốc gia                                                                           | Chứng nhận  | Số đơn vị/doanh số chứng nhận |
| ---------------------------------------------------------------------------------- | ----------- | ----------------------------- |
| Áo (IFPI Áo)                                                                       | Bạch kim    | 50.000*                       |
| Đức (BVMI)                                                                         | 11× Vàng    | 0^                            |
| Nhật Bản (RIAJ) cho bản đơn ca của Sarah Brightman                                 | Vàng        | 0^                            |
| Thụy Sĩ (IFPI)                                                                     | 2× Bạch kim | 100.000^                      |
| Anh Quốc (BPI)                                                                     | Vàng        | 400.000^                      |
| * Chứng nhận dựa theo doanh số tiêu thụ. ^ Chứng nhận dựa theo doanh số nhập hàng. |             |                               |